# Arsenio Benítez
Arsenio Benítez Zarza (Luque, 14 novembre 1971) è un ex calciatore paraguaiano, di ruolo attaccante.

## Carriera

### Club
Ha giocato nel campionato paraguaiano e argentino.

### Nazionale
Con la Nazionale paraguaiana scese in campo per la prima e unica volta nel 1996.